# Airaphilus nasutus
Airaphilus nasutus es una especie de coleóptero de la familia Silvanidae.Descrito en 1860 por Auguste Chevrolat.

## Distribución geográfica
Habita en Mediterráneo occidental, Cerdeña,  Córcega.